# Disc d'or de les Voyager
El Disc d'or de les Voyager (en anglès "Sound of Earth", en català Sons de la Terra), son dos discs de gramòfon que acompanya cadascun a les dues sondes espacials Voyager, llançades el 1977 i que tardaran 74.500 anys a arribar a les proximitats de l'estrella més pròxima al nostre sistema solar.

## Contingut
El disc conté sons i imatges que retraten la diversitat de la vida i la cultura a la Terra. Es va dissenyar amb l'objectiu de donar a conèixer l'existència de vida a la Terra a alguna possible forma de vida extraterrestre intel·ligent que el pugui trobar i que, a més a més, tingui la capacitat de poder llegir, entendre i desxifrar el disc. El contingut de la gravació va ser seleccionat per la NASA i per un comitè presidit per Carl Sagan, de la Universitat Cornell. La selecció del contingut per al disc va durar gairebé un any. Sagan i els seus associats van reunir 116 imatges (una utilitzada per al calibratge) i una varietat de sons naturals, com els fets pel surf, el vent, els trons i els animals (inclosos cants dels ocells i balenes). A això s'hi van afegir continguts d'àudio per representar la humanitat: salutacions parlades en 55 idiomes antics i moderns, inclosa una salutació parlada en anglès per part del Secretari General de l'ONU Kurt Waldheim i una salutació del fill de sis anys de Sagan, Nick; altres sons humans, com passos i rialles (de Sagan); el missatge inspirador Per aspera ad astra ("a través de les dificultats, cap als estels") en codi Morse; i seleccions musicals de diferents cultures i èpoques. El registre també inclou un missatge imprès del president dels Estats Units Jimmy Carter.

### Salutacions
La primera secció d'àudio conté una salutació parlada en anglès del llavors secretari general de les Nacions Unides Kurt Waldheim.
La segona secció d'àudio ("Greetings in 55 Languages" (Salutacions en 55 idiomes)) conté salutacions parlades en 55 idiomes. El pla original era utilitzar les salutacions fetes pels delegats de les Nacions Unides, però diversos problemes amb aquests enregistraments van fer que persones dels departaments de llengües estrangeres fessin nous enregistraments a la Universitat de Cornell. El nombre de parlants nadius d'aquestes 55 llengües combinades (excloent els parlants de segona llengua) supera els 4.700 milions de persones, que representen més del 65% dels la població mundial. Inclou quatre llengües sinítiques, dotze llengües del Àsia meridional i cinc idiomes antics.
Les seccions d'àudio posteriors contenen les salutacions parlades dels delegats de les Nacions Unides en els quatre idiomes restants, inclosos esperanto i !Kung. Els cants de balenes van ser proporcionats per Roger Payne.

### Sons
La següent secció d'àudio està dedicada als "sons de la Terra" que inclouen:
| - "Música de les esferes" -Harmonices Mundi de Johannes Kepler realitzada per Laurie Spiegel - volcans, terratrèmols, trons - Olla de fang - vent, pluja, mar - grills, granotes - ocells, hienes, elefant, balena - ximpanzé - vent - gos salvatge - Batec del cor, Passos, rialles (de Sagan) - Les primeres eines | - gos domestic - ramaderia transhumant d'ovelles, ferrer, serra - tractor, reblador - codi Morse, vaixells - cavall i carro - tren (concretament el xiulet d'una locomotora de vapor) - tractor, autobús, automòbil - sobreevol de F-111, enlairament de Saturn V (Apollo 15) - petó, mare i nen - signes de vida, pulsar |

A la part d'àudio Sounds of Earth del Golden Record s'inclou una pista que conté el missatge inspirador per aspera ad astra en codi Morse. Traduït del llatí, significa 'a través de les dificultats fins a les estrelles'.
Els signes de vida inclosos al disc eren una gravació d'una hora de durada dels batecs del cor i les ones cerebrals d'Ann Druyan, que més tard es casaria amb Carl Sagan. L'enregistrament d'una hora es va comprimir en un minut per poder encaixar a l'assaig.

### Música
| País                | So                                                                                         | Autor                | presentadors                                                                          | Recollit per                         | Tipus de musica | Durada |
| ------------------- | ------------------------------------------------------------------------------------------ | -------------------- | ------------------------------------------------------------------------------------- | ------------------------------------ | --------------- | ------ |
| Alemanya            | Concert de Brandenburg Núm. 2 en fa major, I Mov.                                          | Bach                 | Orquestra Bach de Múnic dirigida per Karl Richter                                     |                                      | Música clàssica | 4:40   |
| Indonèsia           | Puspawarna ("Tipus de flors")                                                              | Mangkunegara IV      | Pura Paku Alaman gamelan, dirigit per K.R.T. Wasitodipuro                             | Robert E. Brown                      | Gamelan         | 4:43   |
| Benin               | Cengunmé                                                                                   | Tradicional          | Músics mahi de Benín                                                                  | Charles Duvelle                      | Percussió       | 2:08   |
| Zaire               | Cançó d'iniciació de les noies del Poble pigmeu                                            | tradicional          |                                                                                       | Colin Turnbull                       |                 | 0:56   |
| Austràlia           | "L'Estrella del matí" i "L'Ocell del diable"                                               | tradicional          | Tom Djäwa, Mudpo i Waliparu                                                           | Sandra LeBrun Holmes                 | sons aborígens  | 1:26   |
| Mèxic               | "El Cascabel"                                                                              | Lorenzo Barcelata    | Lorenzo Barcelata i el Mariachi México                                                |                                      |                 | 3:14   |
| EUA                 | "Johnny B. Goode"                                                                          | Chuck Berry          | Chuck Berry                                                                           |                                      | Rock and roll   | 2:03   |
| Nova Guinea         | cançó de l'home de la casa                                                                 | tradicional          |                                                                                       | Robert MacLennan                     |                 | 1:20   |
| Japó                | "Tsuru No Sugomori" 《鶴の巣籠り》                                                         |                      | Goro Yamaguchi                                                                        |                                      | Shakuhachi      | 4:51   |
| Alemanya/Bèlgica    | "Gavotte en rondeaux" de la Partita núm. 3 en mi major per a Violí sol                     | Bach                 | Arthur Grumiaux                                                                       |                                      | Violí           | 2:55   |
| Àustria/Alemanya    | Die Zauberflöte, Ària de la reina de la nit, Núm 14Der Hölle Rache kocht in meinem Herzen  | Mozart               | Edda Moser (soprano)i l'Òpera de l'Estat de Baviera, dirigida per Wolfgang Sawallisch |                                      | Òpera           | 2:55   |
| Geòrgia, URSS       | "Tchakrulo"                                                                                | tradicional          |                                                                                       | Radio Moscow                         | Cors            | 2:18   |
| Perú                | Flautes de Pan i tambor                                                                    | tradicional          |                                                                                       | Casa de la Cultura, Lima             |                 | 0:52   |
| EUA                 | "Melancholy Blues"                                                                         |                      | Louis Armstrong i els Hot Seven                                                       |                                      | Jazz            | 3:05   |
| Azerbaidjan URSS    | "Ugam"                                                                                     | tradicional          |                                                                                       | Radio Moscow                         | Bagpipes        | 2:30   |
| Rússia/França/EUA   | La consagració de la primavera, Part II: El sacrifici: VI. Dança del sacrifici (L'elegida) | Stravinski           | Orquestra Simfònica de Columbia dirigida per Ígor Stravinski                          |                                      |                 | 4:35   |
| Alemanya/Canadà     | El clavecí ben temprat, Llibre 2, Preludi i Fuga Núm. 1, en do major                       | Bach                 | Glenn Gould                                                                           |                                      | Piano           | 4:48   |
| Alemanya/Anglaterra | Cinquena Simfonia, I Mov.                                                                  | Beethoven            | Philharmonia Orchestra dirigida per Otto Klemperer                                    |                                      |                 | 7:20   |
| Bulgària            | "Излел е Делю хайдутин" ("Izlel je Delyo Hajdutin")                                        | tradicional          | Valya Balkanska                                                                       | Ethel Rain and Martin Koenig         |                 | 4:59   |
| EUA                 | Night Chant                                                                                | Navaho Indians       |                                                                                       | Willard Rhodes                       |                 | 0:57   |
| Regne Unit          | "The Fairie Round"                                                                         | Anthony Holborne     | Early Music Consort of London/David Munrow (director)                                 |                                      | Música clàssica | 1:17   |
| Salomó              | Naranaratana Kookokoo (cant de megapòdids                                                  | tradicional          |                                                                                       | Solomon Islands Broadcasting Service | Panpipes        | 1:12   |
| Perú                | Cançó de boda                                                                              | tradicional          |                                                                                       | John Cohen                           |                 | 0:38   |
| Xina                | "Liu Shui" 《流水》 ("Flowing Streams")                                                    | Bo Ya                | Kuan P'ing-hu                                                                         |                                      | Guqin           | 7:37   |
| Índia               | "Jaat Kahan Ho"                                                                            |                      | Surshri Kesar Bai Kerkar                                                              |                                      | Raga Bhairavi   | 3:30   |
| EUA                 | "Dark Was the Night, Cold Was the Ground"                                                  | Blind Willie Johnson | Blind Willie Johnson                                                                  |                                      | Blues           | 3:15   |
| Alemanya/Hongria    | Quartet de cordes Núm. 13 en si bemoll major, Opus 130                                     | Beethoven            | Quartet de Budapest                                                                   |                                      | Cavatina        | 6:37   |

S'ha afirmat que Sagan havia demanat originalment permís per incloure "Here Comes the Sun" de l'àlbum Abbey Road dels Beatles; però mentre que els Beatles ho havien permés, EMI s'hi va oposar i la cançó no va ser inclosa. Tanmateix, això ha estat refutat per Timothy Ferris, que va treballar en la selecció amb Sagan; va dir que la cançó ni tan sols va ser considerara per la seva inclusió.

### Imatges
Per enviar fotografies a l'espai, van haver de convertir les imatges en so. Per fer això, una empresa es va oferir a fer-ho gratuïtament com a servei públic. En una setmana, van reduir el temps de registre necessari per gravar una imatge de prop d'un minut per imatge a vuit segons per imatge, van resoldre el problema de com gravar en color i van treballar una manera d'enregistrar diferents imatges sense aconseguir imatges creuades.
Van enviar 116 fotografies (una dels quals és per al calibratge) que un equip de científics van seleccionar detalladament. L'equip que s'encarregaven de triar-les, van arribar a la conclusió que evitarien fotografies sobre aspectes negatius de la societat; no hi hauria imatges de guerra, de pobresa, crims, malalties... També van voler evitar fotos amb connotació política o religiosa i fotografies que ens presentessin com a éssers agressius, amenaçadors o hostils. La condició que tenien a l'hora d'escollir fotografies era que aquestes continguessin la màxima informació i que fossin tan entenedores com sigui possible.
Algunes de les imatges seleccionades van ser de paisatges; des d'illes, deserts, rius, muntanyes, boscos… Van incorporar fotografies que representessin les quatre estacions, fotografies de diferents animals i insectes. També s'hi podien trobar imatges de persones de cultures diferents, accions del nostre dia a dia (menjar, caminar, fer esport...), oficis, la manera com construïm les cases i edificis on vivim, fotos de grans palaus, cases o pisos en una ciutat, o mitjans de transport, carreteres, ponts i altres construccions que ens faciliten la nostra vida a la Terra. Per altra banda, van introduir-hi dades per indicar el lloc de la Terra a la galàxia, informació sobre el sistema solar, els planetes... Hi van afegir fórmules i equacions matemàtiques, físiques i químiques i dibuixos o imatges de la nostra biologia. Després que la NASA hagués rebut crítiques sobre la nuesa de la placa de la Pioneer (dibuixos lineals d'un home i una dona nus), l'agència va decidir no permetre que Sagan i els seus col·legues incloguessin la fotografia de George Hester d'un home i una dona nus al disc. En el seu lloc, només es va incloure una silueta de la parella.
Una declaració oficial del president Jimmy Carter es va incloure com a imatge.